# افسونگری ۲: وسوسه
افسونگری ۲: وسوسه (به انگلیسی: Witchcraft II: The Temptress) یک فیلم ترسناک آمریکایی محصول سال ۱۹۹۰ به کارگردانی مارک وودز با بازی چارلز سولومون، دلیا شپرد، دیوید هامب، میا ام. روئیز، جی ریچاردسون، شریل جانکی، مری شلی و فرانک وودز است. فیلمنامه توسط جیم هانسون و سال مانا نوشته شده‌است. این فیلم دنباله‌ای بر فیلم افسونگری (فیلم ۱۹۸۸) و پس از آن افسونگری ۳: بوسه مرگ در سال ۱۹۹۱ منتشر شد.

## داستان
چند سال پس از پایان ماجرای فیلم اول، ویلیام آدامز با والدین خوانده‌اش زندگی می‌کند و تصور می‌کند که او یک نوجوان ۱۸ ساله عادی است. او از فرزندخواندگی خود بی‌خبر است و همچنین از نیروی‌های درونی خود.

## تولید
ساخت این فیلم ۸۰٫۰۰۰ دلار هزینه داشت و بیش از یک میلیون دلار برای توزیع کنندگان به دست آورد.

## انتشار فیلم
این فیلم در ماه می ۱۹۹۰ به صورت ویدیویی منتشر شد و در ۲۲ اکتبر ۱۹۹۷ مجدداً در قالب دیسک دی‌وی‌دی منتشر شد.